# Ur Handia
Ur Handia (que en èuscar significa Gran aigua) és un riu de Lapurdi, afluent de l'Ardanabia. Té un recorregut de 5,4 quilòmetres. Neix a Beskoitze i és afluent de l'Ardanabia. És, per tant, a la conca del riu Aturri.